# Simca
Simca (Société Industrielle de Mécanique et de Carrosserie Automobile) fou una marca d'automòbils francesa fundada per Henri Théodore Pigozzi el 1934.
Inicialment Simca es dedicà exclusivament a comercialitzar a França models de la marca italiana Fiat. Els primers models foren els Simca 6 CV i 11 CV que adaptaven els Fiat Balilla i Ardita respectivament.
El 1937 Pigozzi arribà a un acord amb Agnelli, el magnat de la Fiat, per tal d'adaptar el conegudísssim Fiat Topolino que sortí al mercat francès amb el nom de Simca 5 CV i ja lluint el logotip de l'oreneta que distingia la marca francesa. Posteriorment el Fiat 1100 va ser comercialitzat a França com a Simca 8 després de ser presentat amb gran èxit al Saló de l'Automòbil de París de l'any 1948.

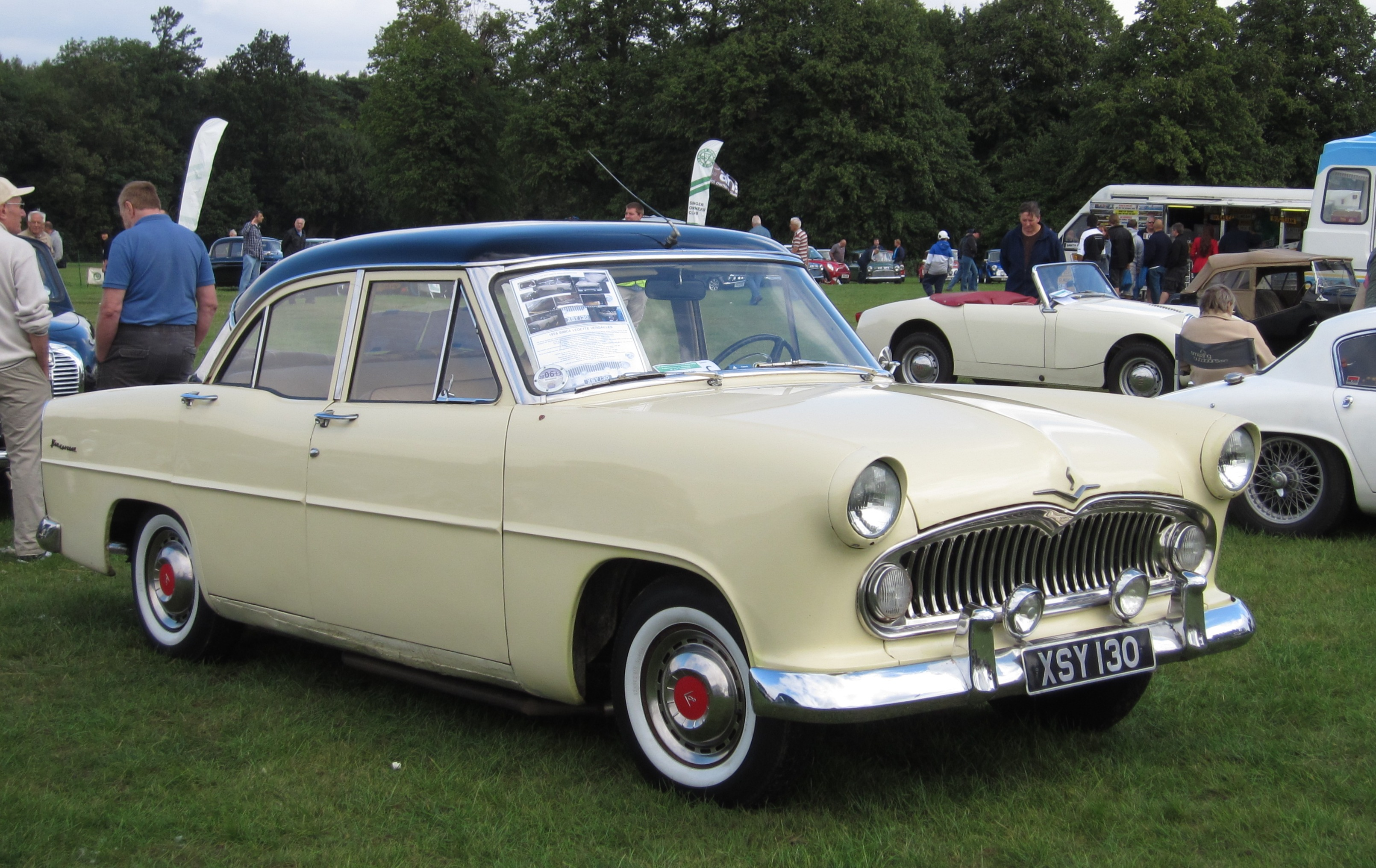
Model Simca (Vedette) Versailles

Però el veritable primer model d'èxit de la marca fou l'Aronde (sinònim d'oreneta en francès arcaic) un cop l'empresa quedà ja desvinculada de la Fiat italiana. Aquest model va començar a comercialitzar-se el 1951 aconseguint una producció rècord de 300 unitats diàries. Per tal d'introduir el nou model en el mercat Pigozzi havia decidit de fer una impactant prova davant l'opinió pública. Va sol·licitar d'un notari l'elecció a l'atzar d'una unitat de la factoria i el portà al circuit de Montlhéy. Allà va afrontar el desafiament de fer 100.000 quilòmetres continuats sense aturar-se. Després de 40 dies amb les seves nits girant sense cap problema, va cobrir la distància establerta a una velocitat mitjana de 86,4 quilòmetres/hora. L'any següent va repetir la prova pels carrers de París sense patir tampoc cap avaria. Aquestes proves encumbraren el model Aronde que tingué una gran acollida i un notable èxit comercial a la dècada dels cinquanta.

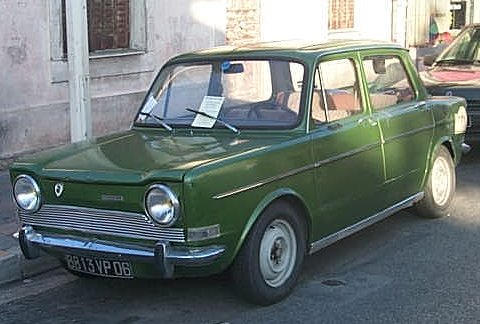
Model Simca 1000

Posteriorment l'empresa s'associà amb la nord-americana Ford Motor Company i va produir el model Ariane. Anys després Ford va vendre la seva participació a Chrysler amb qui ja als anys seixanta s'impulsà el projecte del Simca 1000 (llençat al mercat el 1961) i els models 1300 i 1500. El Simca 1000 va ser construït a Espanya a mitjans dels seixanta per la factoria d'Eduardo Barreiros i llençat al mercat amb el lema El cinco plazas con nervio.
L'any 1963 Pigozzi abandonà definitivament la companyia i moria poc després als 66 anys. Chrysler assumí tot el control sobre la marca i llençà al mercat el model 1100 que a Espanya va ser conegut com a Simca 1200.
A l'estiu de 1970 la companyia passava a denominar-se Chrysler-France, tot i que encara es fabricaren automòbils amb la marca Simca fins al 1979 en què passaren a ser comercialitzats sota la marca Talbot i el nom de Simca desaparegué definitivament com a marca d'automòbils.